# Peter-Emil Rupp
Peter-Emil Rupp (* 25. April 1930 in München; † 19. März 2006 in Wiesbaden) war ein weltweit tätiger Industriemanager.
Rupp wuchs in Oelsnitz im Vogtland auf und wanderte 1948 nach politischer Verfolgung als Jugendfunktionär der Liberal-Demokratischen Partei (LDP) aus der Sowjetischen Besatzungszone nach Australien aus. Nach dem Studium in Melbourne arbeitete er in leitender Funktion bei internationalen Autokonzernen, wie General Motors, Volkswagen und Daimler Chrysler, u. a. in Australien, den USA, China, Nigeria, Iran und Deutschland. 1990 übernahm er Aufgaben zur Privatisierung der ehemaligen DDR-Betriebe bei der „Treuhand“ und wickelte u. a. die DDR-Fluggesellschaft Interflug und das Nähmaschinenwerk Wittenberge ab.
Von 1991 bis 2003 war er Mitglied des Kuratoriums der Friedrich-Naumann-Stiftung.
Rupp war Ehrenbürger seiner Heimatstadt Oelsnitz, Ehrenmitglied der dortigen Ortsgruppe der Freien Demokratischen Partei (FDP) und Träger des Bundesverdienstkreuzes am Bande. Er erhielt ein Ehrengrab in Oelsnitz.